# Samnangerfjorden
Le Samnangerfjorden est un fjord du comté de Vestland, en Norvège.

## Description
Le fjord mesure 22 kilomètres de long. Il est situé dans les municipalités de Bjørnafjorden et de Samnanger. La tête du fjord est située à Samnanger, entourée des villages d'Årland, Haga et Tysse. À partir de là, le fjord coule vers le sud-ouest et se jette finalement dans le Fusafjorden (qui rejoint plus tard le Bjørnafjorden). Le fjord forme la limite sud de la péninsule de Bergen,.